# CF Nuevo León
A Club de Fútbol Nuevo León a mexikói Új-León állam fővárosának, Monterreynek az egyik, már megszűnt labdarúgócsapata. Három szezon idejéig az első osztályban is szerepelt, legjobb eredménye egy hatodik hely.
Legismertebb becenevük Jabatos, azaz vadmalacok, de a szurkolók el equipo del pueblónak, vagyis „a nép csapatának” is nevezték.

## Története
A CF Nuevo Leónt 1957-ben alapította meg Lauro Leal, César M. Saldaña, Manolo Pando és Ramón Pedroza Langarica, játékoskeretük fő bázisát az akkori Északi Liga nevű bajnokság győztese, a Deportivo Anáhuac adta. 1960 elején a klub megszűnt, azonban 1962. szeptember 21-én a CD Universitario elnöke, Ernesto Romero Jasso aláírta azt a dokumentumot, amelynek értelmében a Jabatos újjászületett, és átvette a nem sokkal korábban megszűnt Tigres de la UANL helyét.
A másodosztályú csapat 1965. december 26-án vívta ki az első osztályú szereplés jogát, majd három évig szerepelt a legmagasabb szinten. Először hatodikak lettek, aztán 13-adikak, végül 1969-ben a 15. helyen végeztek, azonos pontszámmal az utolsó Oróval, ezért velük osztályozó meccset kellett játszaniuk. Elsőre 1–1 lett az eredmény, az újrajátszás 2–2-vel zárult, végül a harmadik, az Oro által 0–1-re megnyert mérkőzésen dőlt el, hogy a Nuevo León kiesett. 1971-ben a másodosztályban is utolsók lettek, és a harmadosztályba csúsztak vissza, sőt, pénzügyi problémák miatt szinte azonnal meg is szűntek. 1973-ban újra feltámadt a csapat, és 1979-ig a harmadosztályban játszott, de ekkor ismét megszűnt. 1987-től 1991-ig ismét létezett a Nuevo León, de ekkor tulajdonosai, a Rivero testvérek eladták, és Saltillo városába költöztették.
Legnagyobb riválisuk a szintén Monterreyi Rayados de Monterrey volt, annak ellenére, hogy a két csapat mindössze hatszor találkozott egymással (háromszor a Rayados, kétszer a Nuevo León nyert egy döntetlen mellett).

## Bajnoki eredményei
A csapat első osztályú szereplése során az alábbi eredményeket érte el:
| Év        | Helyezés |
| --------- | -------- |
| 1966–1967 | 6. hely  |
| 1967–1968 | 13. hely |
| 1968–1969 | 15. hely |